# Myzostomidae
Die Myzostomidae sind eine Familie mariner Würmer, die als Kommensalen oder Parasiten auf Stachelhäutern (Echinodermata) leben, die meisten auf Haarsternen oder Seelilien, einige Arten auch auf Seesternen oder Schlangensternen. Sie bevorzugen Stachelhäuterarten, die tiefer als 200 m leben und regen sie an kleine, gallenartige Skelettelemente zu bilden, die dem Schutz der Myzostomidae dienen.

## Merkmale
Die Tiere haben einen scheibenförmigen, abgeflachten Körper mit starker Dorsal- und Ventralmuskulatur und sind von hakenartigen Borsten umgeben, um sich an ihren Wirten festzuhalten. Durch die Parapodien und die segmental angeordneten Seitennerven des zu einer einheitlichen Masse abgewandelten Strickleiternervensystems ist eine Segmentierung zu erkennen. Ein Ganglion befindet sich am Oberschlund. Der Darm hat Blindsäcke.

## Vermehrung
Die Tiere sind Simultanzwitter. Die Begattung erfolgt über die gegenseitige Anheftung von komplexen Spermatophoren aus 5 verschiedenen Zelltypen. Die Spermatophore durchdringt wurzelartig den Körper und transportiert die Spermien zu den Eizellen. Es gibt eine Spiralfurchung. Die Larve ist eine kugelförmige Trochophora-Larve.

## Systematik
Die taxonomische Einordnung war lange unsicher. Traditionell wurden die Myzostomidae zu den Vielborstern (Polychaeta) gerechnet, da viele Organe wie bei den Anneliden segmental angeordnet sind. Molekulare Untersuchungen haben diese Vorstellung bestätigt.

## Gattungen
Es gibt etwa 140 Arten in 6 Gattungen.
- Cystimyzostomum Jagersten, 1940
- Endomyzostoma  Perrier, 1897
- Hypomyzostoma
- Myzostoma  Leuckart, 1829
- Notopharyngoides
- Protomyszostomum